# Ramón Margalef

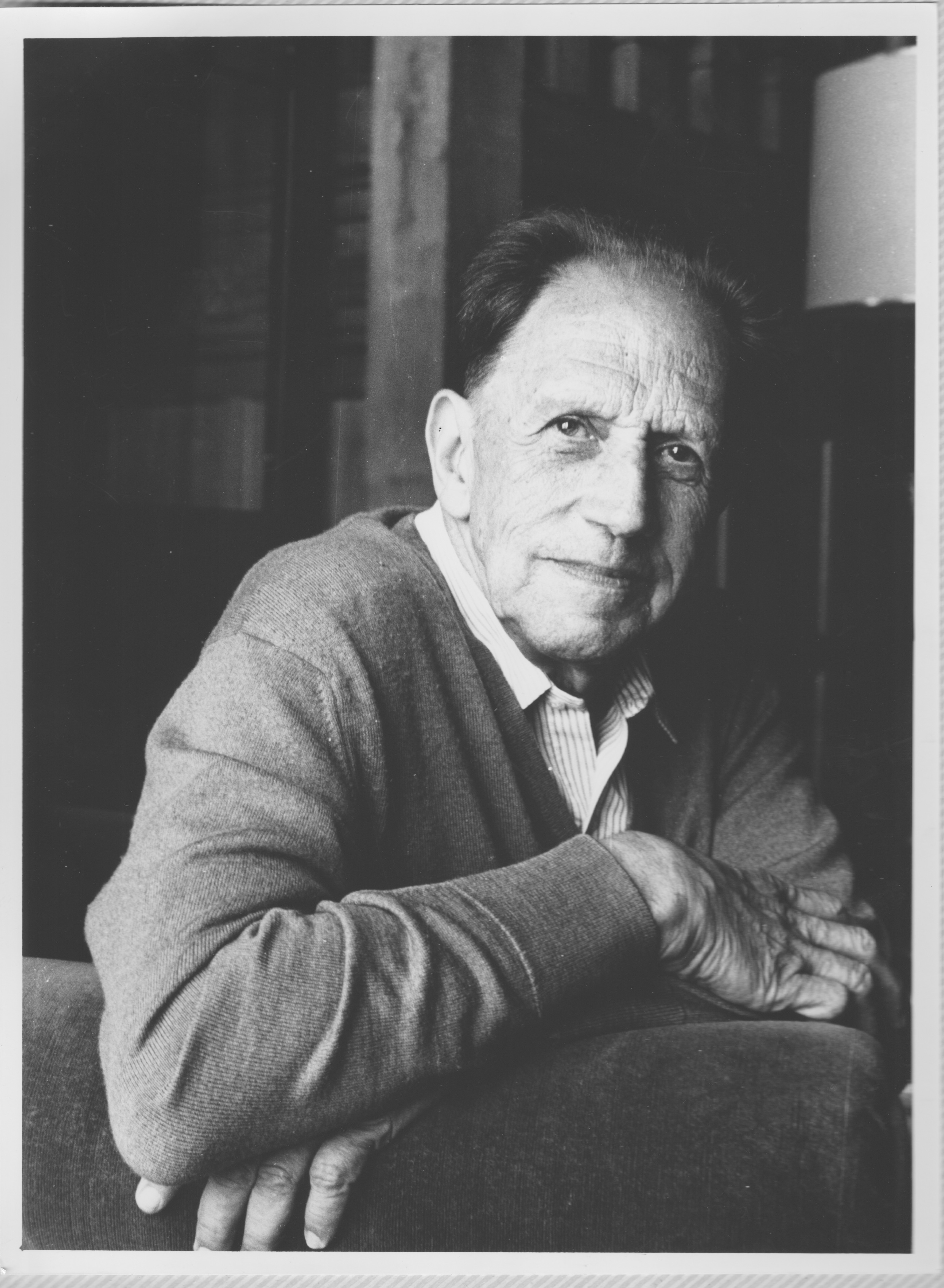
Ramon Margalef i López

Ramón Margalef i López (* 16. Mai 1919 in Barcelona; † 23. Mai 2004 ebenda) war ein spanischer Ökologe, Umweltwissenschaftler und Limnologe. Er unterrichtete Ökologie an der Universität Barcelona.

## Leben
Margalef arbeitete am Institut für Angewandte Biologie (1946–1951) und am Institut für Fischereiforschung, das er von 1966 bis 1967 leitete. Er schuf die Abteilung für Ökologie der Universität Barcelona, wo er eine große Zahl an Ökologen, Limnologen und Ozeanographen anleitete. 1967 wurde er Spaniens erster Professor für Ökologie.

## Auszeichnungen
Er erhielt verschiedene Preise und Auszeichnungen, darunter der Premio Ramón y Cajal, der Premio Nacional de Medio Ambiente und 1989 die Naumann-Thienemann-Medaille der Societas Internationalis Limnologiae. 1985 wurde er in die National Academy of Sciences gewählt.

## Ehrungen und Dedikationsnamen

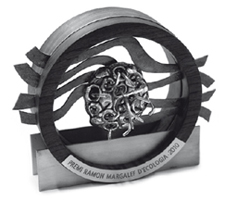
Die Auszeichnung mit dem Ramón-Margalef-Preis beinhaltet ein Kunstwerk, das die Alge Picarola margalefii vereinfacht darstellt.

Im Jahr 2004 hat die katalanische Regierung den Premi Ramón Margalef d'Ecologia ins Leben gerufen. Der mit 80.000 Euro dotierte Preis wird von der Generalitat de Catalunya jährlich an Persönlichkeiten verliehen, deren besondere wissenschaftliche Leistung auf dem Gebiet der Ökologie und Umweltwissenschaften international gewürdigt werden soll. Nach ihm ist das im Sommer 2011 in Dienst gestellte, wissenschaftliche Forschungsschiff Ramón Margalef benannt, das beispielsweise im darauf folgenden Herbst nach einem submarinen Vulkanausbruch vor El Hierro Untersuchungen vornahm.
Die Mikroalge Picarola margalefii aus der Gruppe der Coccolithophorida, die in Mittelamerika heimische Orchidee Trichocentrum margalegfii (Syn. Lophiaris margalefii) und der Ruderfußkrebs Acartia margalefi wurden nach ihm benannt.

## Veröffentlichungen (Auswahl)
- Os organismos indicadores de Limnoloxía. 1955.
- Comunidades Naturais. 1962.
- Estuarios. 1967.
- Ecoloxía marina. 1967.
- Perspectivas na teoría biolóxica. 1967.